# Dave Thomas (Programmierer)

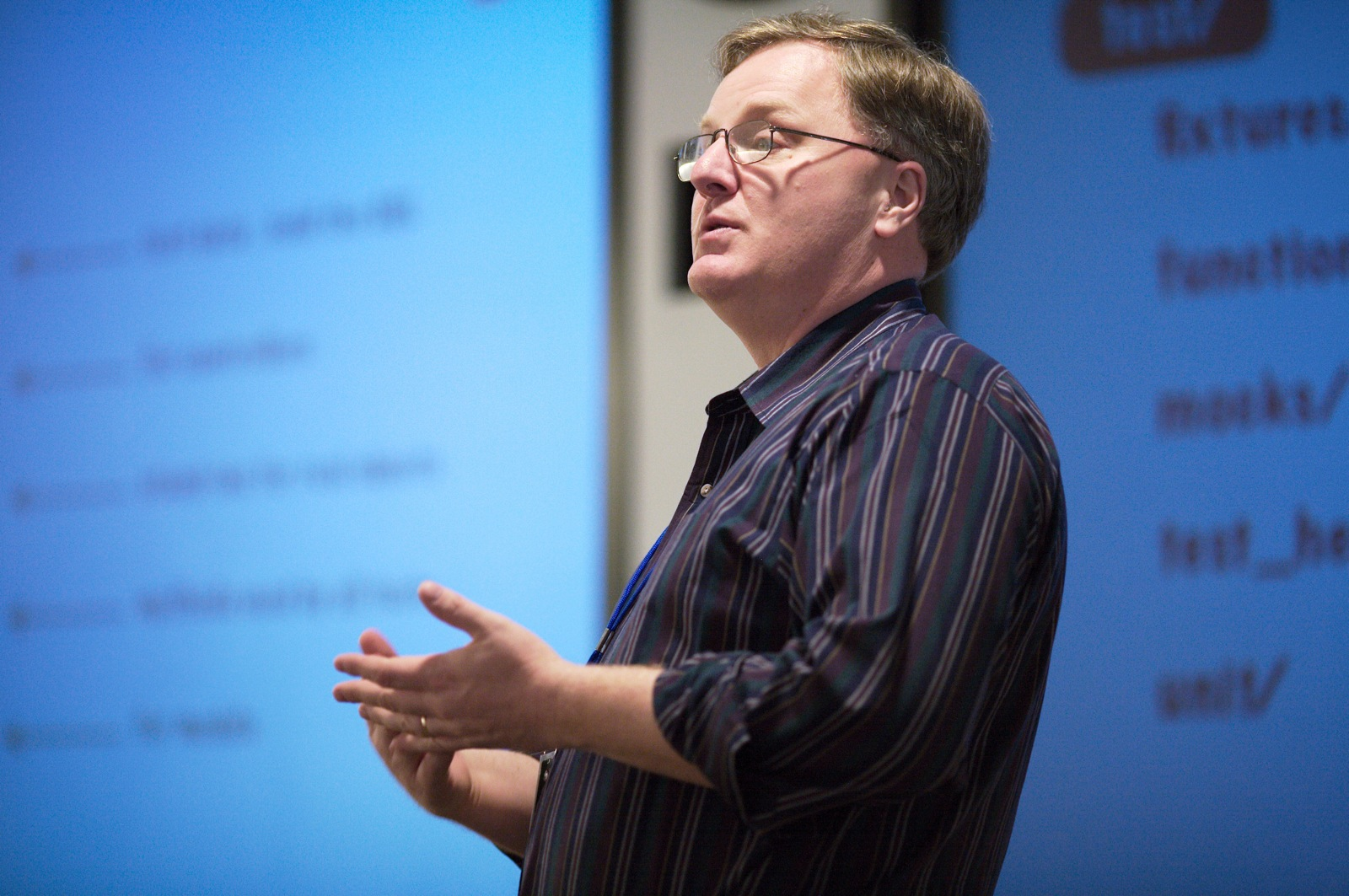
Dave Thomas beim Pasadena Rails Studio (2006)

David Thomas (* 1956) ist ein Computer-Programmierer und Autor.

## Leben
Thomas studierte Informatik am Imperial College in London. Zusammen mit Andy Hunt schrieb er 1999 das Buch Der pragmatische Programmierer und gründete The Pragmatic Programmers und Pragmatic Bookshelf in den USA. Im Jahr 2001 war Thomas einer der Verfasser des Agile Manifesto. Seit 2016 lehrt er als Adjunct Professor an der Southern Methodist University.

## Publikationen
- mit Andrew Hunt: Pragmatisch Programmieren. Versionsverwaltung mit CVS, Hanser, München 2004, ISBN 3-446-22826-8 (englisch: Pragmatic Version Control Using CVS, The Pragmatic Bookshelf, 2003, ISBN 0-9745140-0-4).
- mit Andy Hunt und Matt Hargett: Pragmatic Unit Testing in C# with NUnit, 2. Aufl., The Pragmatic Bookshelf, 2007, ISBN 978-0-9776166-7-1.
- mit Jeff Langr und Dave Thomas: Pragmatic Unit Testing in Java 8 with JUnit, The Pragmatic Bookshelf, 2015, ISBN 978-1-941222-59-1.
- Programming Elixir 1.6, Pragmatic Bookshelf, 2018, ISBN 978-1-68050-299-2.
- mit Andrew Hunt: Der pragmatische Programmierer. Ihr Weg zur Meisterschaft, Jubiläumsausgabe, Hanser, München 2021, ISBN 978-3-446-46384-4 (englisch: The Pragmatic Programmer, 20th Anniversary Edition, Pragmatic Bookshelf, 2019, ISBN 978-0-13-595705-9).
- mit Sam Ruby: Agile Web Development with Rails 7, Pragmatic Bookshelf, 2023, ISBN 978-1-68050-929-8.
- mit Noel Rappin: Programming Ruby 3.2. The Pragmatic Programmers' Guide, 5. Aufl., Pragmatic Bookshelf, 2023, ISBN 978-1-68050-982-3.